# Команда PC-7
Команда PC-7 (англ. PC-7 Team — пілотажна група ВПС Швейцарії. Свою назву вона отримала на честь своїх основних літаків — навчально-тренувальних Pilatus PC-7. Головною базою команди PC-7 є авіабаза Дюбендорф.

## Історія
Невдовзі після того, як у 1982 році був представлений PC-7, ВПС Швейцарії почали демонструвати новий літак в індивідуальних виступах. Перший публічний командний показ відбувся 29 серпня 1987 року на авіабазі Дюбендорф, і для нього було набрано спеціальну команду з дев'яти пілотів-добровольців. У 1989 році, коли ВПС Швейцарії святкували своє 75-річчя, Команда PC-7 отримала офіційний статус. У 1992 році команда вперше виступила за кордоном — на авіабазі в Аворі (Франція). У 1998 році серйозно обговорювалося розформування команди з міркувань економії, але тодішній начальник департаменту оборони та спорту Адольф Оґі (майбутній президент Швейцарії) наполіг на збереженні команди . PC-7 Team надзвичайно популярна у Швейцарії та за кордоном і отримала кілька нагород, у тому числі «Меморіальний меч короля Хусейна» за найкращу польотну презентацію у Ферфорді, Велика Британія, у 2013 році .

## Літаки і пілоти
З моменту заснування команда літала на Pilatus PC-7 Turbo Trainer. У 2008 році кабіни пілотів було модернізовано за найсучаснішими технологіями, проведено загальний ремонт, а колірну схему — змінено на національні кольори Швейцарії, червоний і білий. До свого 25-річного ювілею у 2014 році команда встановила систему димогенераторів, розроблених Pilatus Aircraft, які були вперше були публічно використані 1 серпня 2014 року в аеропорту Буокс.
Усі пілоти команди PC-7 є штатними військовими пілотами та зазвичай літають на F/A-18. Кожен літак має позначення «Turbo» з номером.
Склад на 2023 рік :
- Наземний командир — оберстлейтенант Даніель Стемплі «Stampa»
- Turbo Uno (лідер 1) — капітан Андреас Менк «Menkster»
- Turbo Due (правий фланг) — капітан Сандро Чінотті «Yuri»
- Turbo Tre (лівий фланг) — капітан Андрі Гауденц «Gaudi»
- Turbo Quattro (замикаючий) — капітан Крістіан Саварі «Sassel»
- Turbo Cinque (лівий фланг, зовнішній) — капітан Беда Стехелін «Beda»
- Turbo Sexi (правий фланг, зовнішній) — капітан Маттіас Гроссен «Nemo»
- Turbo Sette (соло 2) — капітан Бенджамін Метті «Daffy»
- Turbo Otto (соло 1) — капітан Сільван Андереґген «Gollum»
- Turbo Nove (лідер 2) — капітан Маріус Еггер «Pnö»

## Галерея

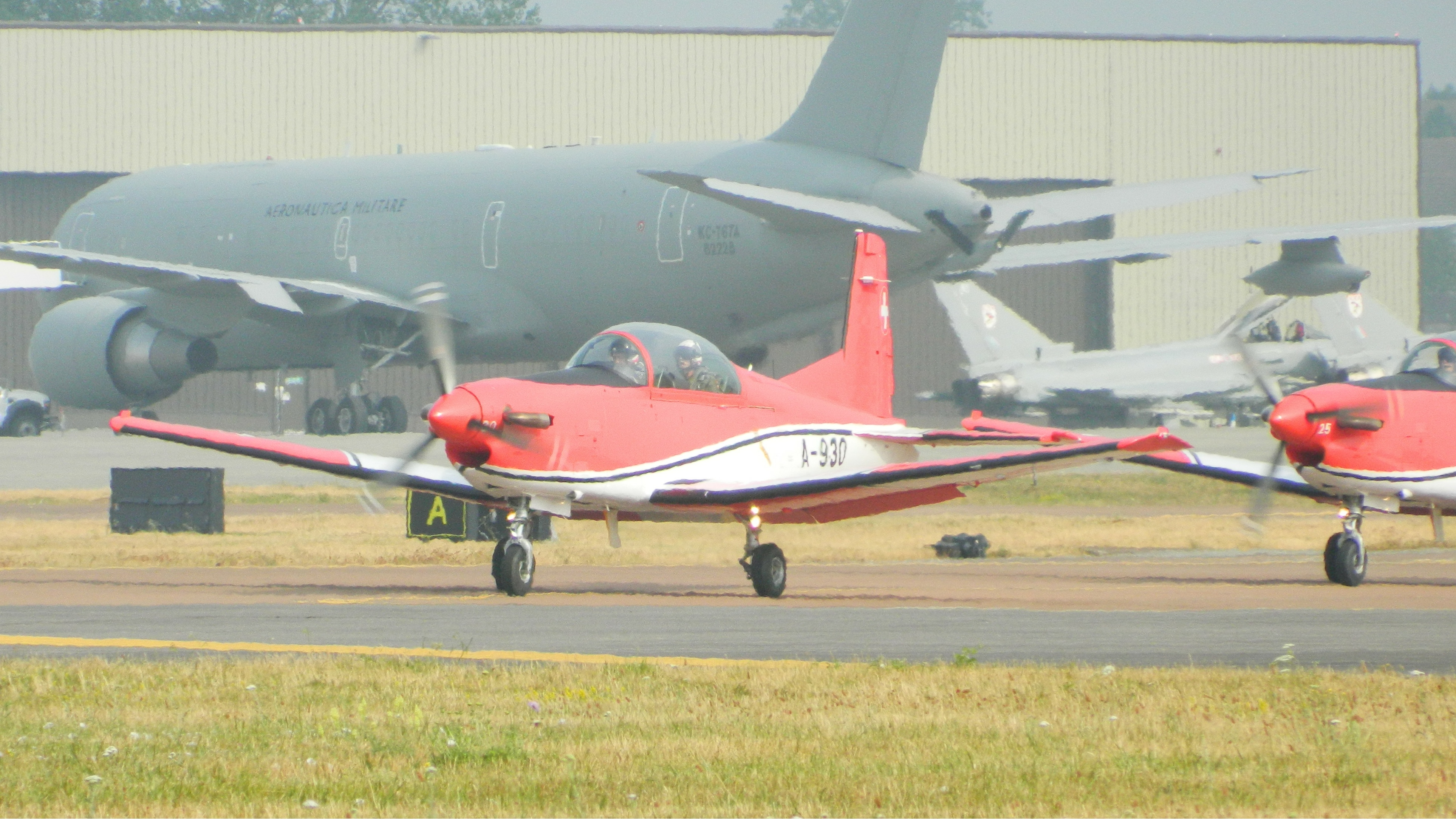
Один з літаків команди.
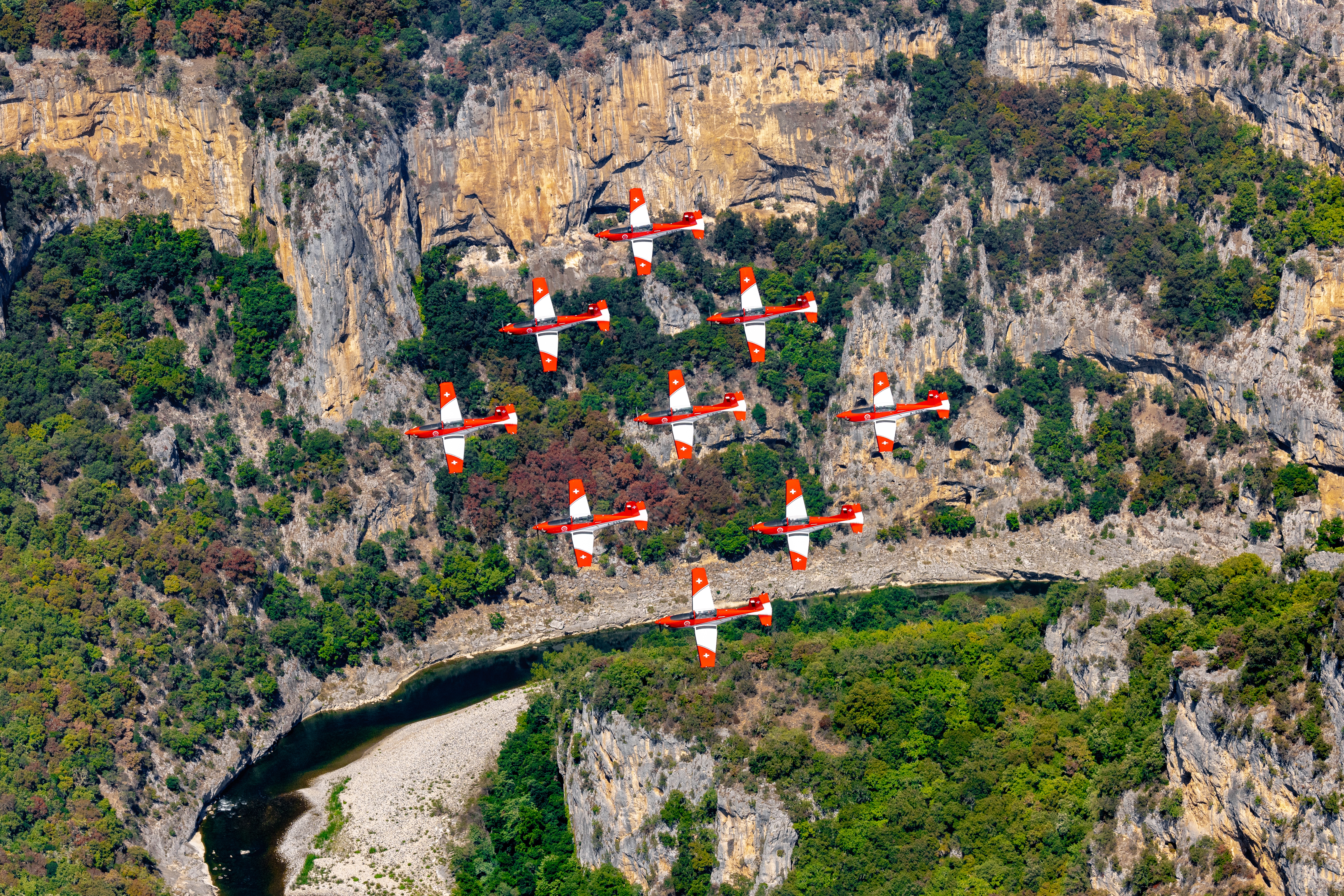
Стрій «Діамант»
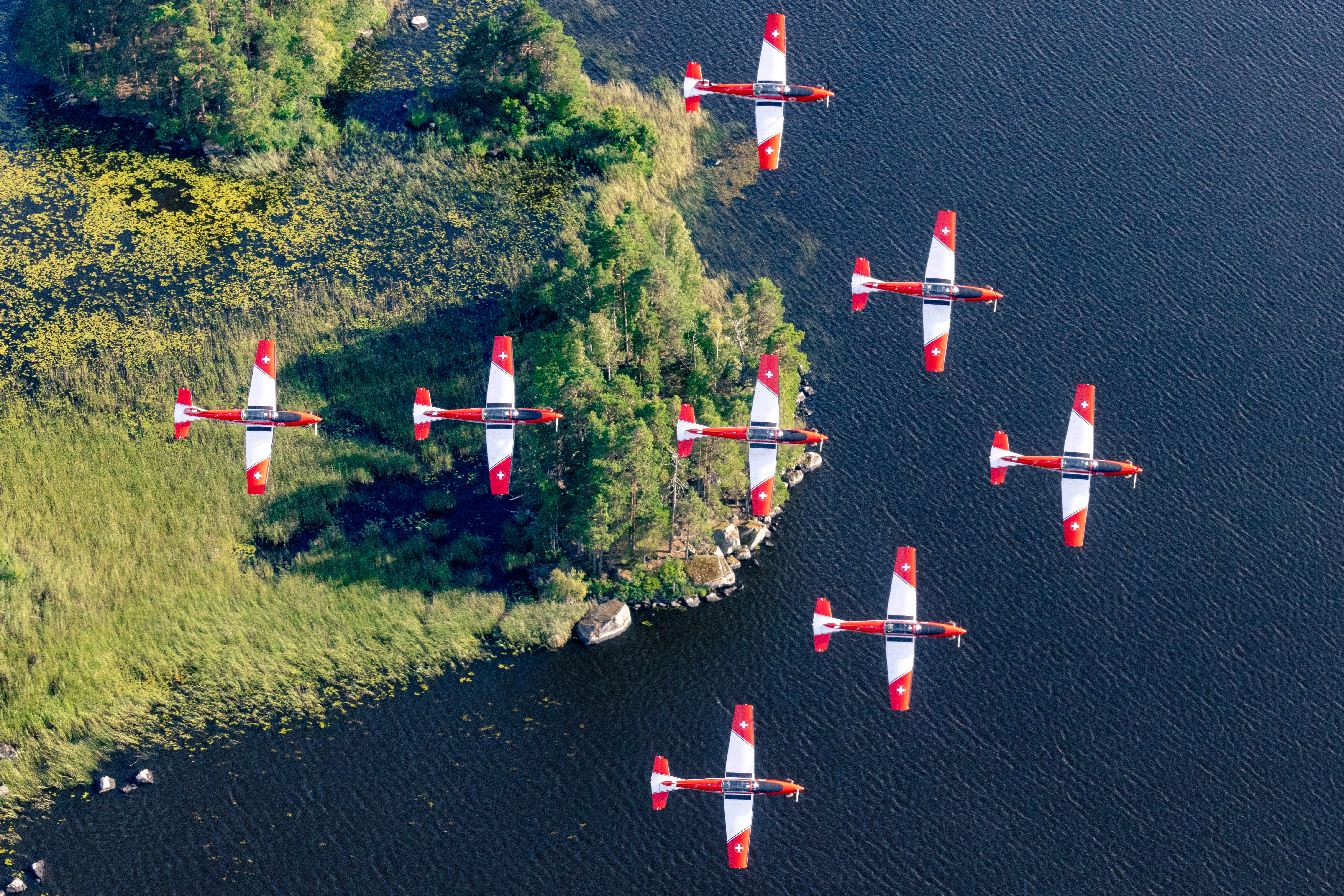
Стрій «Стріла»